# Sportverein Meppen 1912 2019-2020
Questa voce raccoglie le informazioni riguardanti lo Sportverein Meppen 1912 nelle competizioni ufficiali della stagione 2019-2020.

## Stagione
Nella stagione 2019-2020 il Meppen, allenato da Christian Neidhart, concluse il campionato di 3. Liga al 7º posto.

## Rosa
| N. |                        | Ruolo | Calciatore         |
| -- | ---------------------- | ----- | ------------------ |
| 1  | Germania (bandiera)    | P     | Jeroen Gies        |
| 3  | Germania (bandiera)    | D     | Janik Jesgarzewski |
| 4  | Germania (bandiera)    | D     | Yannick Osée       |
| 5  | Paesi Bassi (bandiera) | A     | Niels Grevink      |
| 6  | Germania (bandiera)    | D     | Marco Komenda      |
| 6  | Svizzera (bandiera)    | C     | Nico Andermatt     |
| 7  | Afghanistan (bandiera) | D     | Hassan Amin        |
| 8  | Germania (bandiera)    | C     | Thilo Leugers      |
| 9  | Germania (bandiera)    | A     | Deniz Undav        |
| 10 | Germania (bandiera)    | C     | Luka Tankulić      |
| 11 | Polonia (bandiera)     | C     | Marcus Piossek     |
| 12 | Germania (bandiera)    | P     | Matthis Harsman    |
| 14 | Germania (bandiera)    | C     | Willi Evseev       |

| N. |                     | Ruolo | Calciatore         |
| -- | ------------------- | ----- | ------------------ |
| 15 | Germania (bandiera) | D     | Markus Ballmert    |
| 16 | Germania (bandiera) | C     | Florian Egerer     |
| 17 | Germania (bandiera) | C     | Max Kremer         |
| 18 | Germania (bandiera) | A     | René Guder         |
| 20 | Germania (bandiera) | A     | Marius Kleinsorge  |
| 21 | Germania (bandiera) | C     | Leonard Bredol     |
| 22 | Germania (bandiera) | D     | Steffen Puttkammer |
| 26 | Germania (bandiera) | A     | Julius Düker       |
| 27 | Germania (bandiera) | D     | David Vržogić      |
| 27 | Albania (bandiera)  | C     | Valdet Rama        |
| 29 | Libano (bandiera)   | A     | Hilal El Helwe     |
| 30 | Germania (bandiera) | A     | Ted Tattermusch    |
| 32 | Germania (bandiera) | P     | Erik Domaschke     |

## Organigramma societario
Area tecnica
- Allenatore: Christian Neidhart
- Allenatore in seconda: Mario Neumann, Daniel Vehring
- Preparatore dei portieri: André Poggenborg
- Preparatori atletici:

## Calciomercato

### Sessione estiva
| Acquisti | Acquisti       | Acquisti               | Acquisti |
| R.       | Nome           | da                     | Modalità |
| -------- | -------------- | ---------------------- | -------- |
| C        | Valdet Rama    | Kukësi                 |          |
| C        | Nico Andermatt | Schweinfurt 05         |          |
| A        | Julius Düker   | Eintracht Braunschweig |          |
| C        | Florian Egerer | Hertha Berlino II      |          |
| A        | Hilal El Helwe | Apollōn Smyrnīs        |          |
| C        | Willi Evseev   | Hansa Rostock          |          |
| D        | Yannick Osée   | Pirmasens              |          |

| Cessioni | Cessioni          | Cessioni               | Cessioni |
| R.       | Nome              | a                      | Modalità |
| -------- | ----------------- | ---------------------- | -------- |
| D        | Jovan Vidovič     | Weiche Flensburgo      |          |
| C        | Mirco Born        | Sandhausen             |          |
| C        | Leon Demaj        | Sportfreunde Lotte     |          |
| C        | Nico Granatowski  | Osnabrück              |          |
| D        | Yannik Nuxoll     | Eintracht Norderstedt  |          |
| C        | Patrick Posipal   | Oldenburg              |          |
| A        | Nick Proschwitz   | Eintracht Braunschweig |          |
| D        | Fabian Senninger  | Hannover 96 II         |          |
| C        | Julian von Haacke | Darmstadt              |          |
| C        | Martin Wagner     | Hannover 96 II         |          |

### Sessione invernale
| Acquisti | Acquisti      | Acquisti  | Acquisti |
| R.       | Nome          | da        | Modalità |
| -------- | ------------- | --------- | -------- |
| A        | Niels Grevink | Meppen II |          |

| Cessioni | Cessioni | Cessioni | Cessioni |
| R.       | Nome     | a        | Modalità |
| -------- | -------- | -------- | -------- |

## Risultati

### 3. Liga

#### Girone di andata
| Arbitro: | Reichel |

|  |           |                       |
|  | Marcatori | 55’ Wegkamp 88’ König |

| Mannheim 27 luglio 2019, ore 14:00 CEST 2ª giornata | Waldhof Mannheim | 0 – 0 referto | Meppen | Carl-Benz-Stadion (8 517 spett.)\| Arbitro: \| Badstübner \| |
| Arbitro:                                            | Badstübner       |               |        |                                                              |

| Arbitro: | Zorn |

|                      |           |                                                |
| Langer 35’ Bozic 53’ | Marcatori | 52’, 67’ Undav 73’ (aut.) Blumberg 86’ Piossek |

| Arbitro: | Haslberger |

|           |           |                               |
| Düker 37’ | Marcatori | 57’, 80’ Osei-Kwadwo 81’ Beck |

| Monaco di Baviera 17 agosto 2019, ore 14:00 CEST 5ª giornata | Monaco 1860 | 0 – 0 referto | Meppen | Grünwalder Stadion (14 500 spett.)\| Arbitro: \| Kempkes \| |
| Arbitro:                                                     | Kempkes     |               |        |                                                             |

| Arbitro: | Schultes |

|                                |           |  |
| Rama 64’ Piossek 84’ Undav 90’ | Marcatori |  |

| Arbitro: | Exner |

|             |           |                               |
| Daschner 6’ | Marcatori | 16’, 40’ Kleinsorge 18’ Undav |

| Arbitro: | Fritsch |

|                                                                          |           |          |
| Rama 3’ (rig.), 66’ (rig.) Amin 20’ Tankulić 26’ Ballmert 52’ Egerer 82’ | Marcatori | 11’ Pick |

| Arbitro: | Kessel |

|                                       |           |                    |
| Pfeiffer 13’ Sontheimer 17’ Rhein 34’ | Marcatori | 20’ Rama 90’ Düker |

| Arbitro: | Bacher |

|              |           |                      |
| Tankulić 89’ | Marcatori | 3’ Boere 79’ Lukimya |

| Arbitro: | Schultes |

|                |           |           |
| Breier 9’, 24’ | Marcatori | 82’ Guder |

| Arbitro: | Rafalski |

|                |           |                |
| Puttkammer 11’ | Marcatori | 67’ Wunderlich |

| Arbitro: | Ittrich |

|                              |           |                                          |
| Sohm 12’ Boyd 19’ Guttau 58’ | Marcatori | 30’ Undav 36’ Puttkammer 75’ (rig.) Amin |

| Arbitro: | Lossius |

|                                                  |           |                                 |
| Undav 31’, 85’ Amin 74’ Helwe 83’ Kleinsorge 90’ | Marcatori | 21’ Kern 51’ Richards 53’ Singh |

| Unterhaching 9 novembre 2019, ore 14:00 CET 15ª giornata | Unterhaching | 0 – 0 referto | Meppen | Sportpark Unterhaching (2 000 spett.)\| Arbitro: \| Zorn \| |
| Arbitro:                                                 | Zorn         |               |        |                                                             |

| Arbitro: | Lechner |

|                              |           |             |
| Leugers 41’ (rig.) Undav 61’ | Marcatori | 90’ Imbongo |

| Arbitro: | Fritsch |

|             |           |           |
| Kutschke 6’ | Marcatori | 90’ Undav |

| Arbitro: | Hanslbauer |

|                                  |           |             |
| Undav 15’ Tankulić 67’ Guder 84’ | Marcatori | 75’ Dadaşov |

| Arbitro: | Koslowski |

|             |           |                |
| Schwenk 24’ | Marcatori | 16’, 40’ Undav |

#### Girone di ritorno
| Arbitro: | Exner |

|                       |           |                           |
| König 4’ Schröter 45’ | Marcatori | 63’ Kleinsorge 86’ Evseev |

| Arbitro: | Burda |

|  |           |              |
|  | Marcatori | 18’ Bouziane |

| Arbitro: | Osmanagic |

|                  |           |                         |
| Itter 14’ (aut.) | Marcatori | 58’ (rig.), 90’ Hosiner |

| Arbitro: | Lossius |

|  |           |                    |
|  | Marcatori | 63’ Rama 72’ Undav |

| Arbitro: | Braun |

|          |           |             |
| Undav 4’ | Marcatori | 50’ Niemann |

| Arbitro: | Kessel |

|  |           |                         |
|  | Marcatori | 15’ Tankulić 50’ Egerer |

| Arbitro: | Bacher |

|              |           |  |
| Tankulić 81’ | Marcatori |  |

| Arbitro: | Stegemann |

|                                     |           |                                        |
| Kraus 6’ Kühlwetter 65’, 68’ (rig.) | Marcatori | 35’ (rig.) Leugers 85’ Düker 86’ Helwe |

| Arbitro: | Müller |

|           |           |                                |
| Undav 90’ | Marcatori | 72’, 88’ Herrmann 77’ Pfeiffer |

| Düsseldorf 2 giugno 2020, ore 19:00 CEST 29ª giornata | Uerdingen 05 | 0 – 0 referto | Meppen | Merkur Spiel-Arena (0 spett.)\| Arbitro: \| Zorn \| |
| Arbitro:                                              | Zorn         |               |        |                                                     |

| Arbitro: | Exner |

|  |           |                           |
|  | Marcatori | 7’, 26’ Opoku 83’ Hanslik |

| Arbitro: | Kessel |

|              |           |                                  |
| Lewerenz 26’ | Marcatori | 8’ Undav 33’ Rama 66’ Kleinsorge |

| Arbitro: | Willenborg |

|                     |           |                                         |
| Helwe 63’ Guder 64’ | Marcatori | 45’ Boyd 67’ (aut.) Puttkammer 69’ Sohm |

| Arbitro: | Schultes |

|                                               |           |           |
| Wriedt 35’ (rig.), 37’, 54’ Köhn 56’ Kühn 58’ | Marcatori | 48’ Guder |

| Arbitro: | Braun |

|                                  |           |  |
| Undav 12’ Piossek 85’ Evseev 90’ | Marcatori |  |

| Arbitro: | Fritsch |

|             |           |                            |
| Hingerl 40’ | Marcatori | 51’ Kremer 81’ Tattermusch |

| Arbitro: | Zorn |

|  |           |                                |
|  | Marcatori | 17’ Kutschke 90’ Eckert-Ayensa |

| Arbitro: | Jablonski |

|  |           |                                   |
|  | Marcatori | 5’ Guder 50’ Kleinsorge 52’ Helwe |

| Arbitro: | Winkmann |

|                                         |           |                                   |
| Düker 9’, 30’ Helwe 14’ Amin 73’ (rig.) | Marcatori | 18’ Bürger 65’ (rig.), 76’ Pourié |

## Statistiche

### Statistiche di squadra
| Competizione | Punti | In casa | In casa | In casa | In casa | In casa | In casa | In trasferta | In trasferta | In trasferta | In trasferta | In trasferta | In trasferta | Totale | Totale | Totale | Totale | Totale | Totale | DR  |
| Competizione | Punti | G       | V       | N       | P       | Gf      | Gs      | G            | V            | N            | P            | Gf           | Gs           | G      | V      | N      | P      | Gf     | Gs     | DR  |
| ------------ | ----- | ------- | ------- | ------- | ------- | ------- | ------- | ------------ | ------------ | ------------ | ------------ | ------------ | ------------ | ------ | ------ | ------ | ------ | ------ | ------ | --- |
| 3. Liga      | 58    | 19      | 8       | 2       | 9       | 35      | 32      | 19           | 8            | 8            | 3            | 34           | 25           | 38     | 16     | 10     | 12     | 69     | 57     | +12 |
| Totale       | 58    | 19      | 8       | 2       | 9       | 35      | 32      | 19           | 8            | 8            | 3            | 34           | 25           | 38     | 16     | 10     | 12     | 69     | 57     | +12 |

### Andamento in campionato
| Giornata  | 1  | 2  | 3 | 4  | 5  | 6 | 7 | 8 | 9 | 10 | 11 | 12 | 13 | 14 | 15 | 16 | 17 | 18 | 19 | 20 | 21 | 22 | 23 | 24 | 25 | 26 | 27 | 28 | 29 | 30 | 31 | 32 | 33 | 34 | 35 | 36 | 37 | 38 |
| --------- | -- | -- | - | -- | -- | - | - | - | - | -- | -- | -- | -- | -- | -- | -- | -- | -- | -- | -- | -- | -- | -- | -- | -- | -- | -- | -- | -- | -- | -- | -- | -- | -- | -- | -- | -- | -- |
| Luogo     | C  | T  | T | C  | T  | C | T | C | T | C  | T  | C  | T  | C  | T  | C  | T  | C  | T  | T  | C  | C  | T  | C  | T  | C  | T  | C  | T  | C  | T  | C  | T  | C  | T  | C  | T  | C  |
| Risultato | P  | N  | V | P  | N  | V | V | V | P | P  | P  | N  | N  | V  | N  | V  | N  | V  | V  | N  | P  | P  | V  | N  | V  | V  | N  | P  | N  | P  | V  | P  | P  | V  | V  | P  | V  | V  |
| Posizione | 19 | 18 | 9 | 15 | 15 | 9 | 8 | 5 | 7 | 9  | 13 | 14 | 13 | 9  | 10 | 7  | 9  | 6  | 6  | 7  | 8  | 8  | 6  | 7  | 5  | 4  | 4  | 8  | 9  | 11 | 10 | 10 | 10 | 9  | 8  | 9  | 8  | 7  |

Legenda:

Luogo: C = Casa; T = Trasferta. Risultato: V = Vittoria; N = Pareggio; P = Sconfitta.

### Statistiche dei giocatori
| H. Amin         | 34 | 4  | 6 | 1 |
| N. Andermatt    | 17 | 0  | 3 | 0 |
| M. Ballmert     | 31 | 1  | 5 | 0 |
| L. Bredol       | 5  | 0  | 0 | 0 |
| E. Domaschke    | 32 | 0  | 0 | 1 |
| J. Düker        | 31 | 5  | 0 | 0 |
| F. Egerer       | 37 | 2  | 4 | 0 |
| W. Evseev       | 31 | 2  | 6 | 1 |
| J. Gies         | 1  | 0  | 1 | 0 |
| N. Grevink      | 0  | 0  | 0 | 0 |
| R. Guder        | 31 | 5  | 6 | 0 |
| M. Harsman      | 8  | 0  | 0 | 0 |
| H. Helwe        | 27 | 5  | 2 | 0 |
| J. Jesgarzewski | 14 | 0  | 1 | 0 |
| M. Kleinsorge   | 27 | 6  | 4 | 0 |
| M. Komenda      | 30 | 0  | 5 | 0 |
| M. Kremer       | 19 | 1  | 3 | 0 |
| T. Leugers      | 20 | 2  | 9 | 1 |
| Y. Osée         | 23 | 0  | 4 | 0 |
| M. Piossek      | 14 | 3  | 0 | 0 |
| S. Puttkammer   | 31 | 2  | 8 | 0 |
| V. Rama         | 24 | 6  | 2 | 0 |
| L. Tankulić     | 22 | 5  | 0 | 0 |
| T. Tattermusch  | 5  | 1  | 0 | 0 |
| D. Undav        | 34 | 17 | 7 | 1 |
| J. Vidovič      | 0  | 0  | 0 | 0 |
| D. Vržogić      | 2  | 0  | 0 | 0 |